# Francesco Crispi
Francesco Crispi  hallgat (Ribera, Szicília, 1818. október 4. – Nápoly, 1901. augusztus 11.) olasz politikus, miniszterelnök.

## Életpályája
Az 1848. évi felkelés hírére hazasietett Szicíliába és forradalmi biztosként, majd hadügyminiszterként tevékeny részt vett a szabadságharcban, amelynek leverése után a Bourbonok bosszúja elől Franciaországba menekült. 1860-ban előkészítette Giuseppe Garibaldi szicíliai expedícióját és maga is az ezer marsalai hős közé tartozott.
1861-ben megválasztották képviselőnek. A Consorteria feloszlatása után az új többség Crispit emelte az elnöki székbe. 1877-ben ellátogatott Párizsba, Berlinbe és Gasteinba, ahol Bismarckkal bensőbb ismeretséget kötött. 1877. december 28-án vetélytársának, Giovanni Nicoterának az utóda lett mint miniszterelnök, de Crispi hatalma is csak rövid ideig tartott. A volt Consorteria tagjai, a klerikálisok és néhány apróbb déli-olasz frakció különböző okokból ellene fordultak, és amikor 1878 februárjában bigámiával is vádolták, a felháborodott közvélemény Crispit lemondásra kényszerítette.
1887 márciusában a Depretis-kormányt kívánta vád alá helyezni. Ekkor Depretis, hogy Crispi támadásaitól szabaduljon, felvette őt a saját kormányába és a belügyi tárcát bízta rá. Miután Depretis 1887. július 29-én meghalt, Crispi lett az utóda a miniszterelnökségben és egyúttal a külügyi tárcát is elvállalta. Ekkor a volt forradalmár szegre akasztotta elveit és barátja lett a Hármas szövetség hármas szövetségnek és Ausztriának. Hogy az Osztrák–Magyar Monarchia, a Német Birodalom és az Olasz Királyság közötti barátságot még bensőbbé tegye, ismételten meglátogatta Bismarckot és Kálnoky Gusztáv osztrák–magyar külügyminisztert; 1889-ben pedig Umberto királyt kísérte Berlinbe, mely alkalommal a fekete sasrenddel tüntették ki. A francia szövetséggel ellenben a radikális és szocialista párt bosszantására teljesen szakított, sőt, 1889-ben a Francia Köztársasággal folytatott kereskedelmi alkudozásokat is megszakította.
Egy Caporali nevű radikális Nápolyban 1889. szeptember 13-án merényletet követett el Crispi ellen, akin azonban csak könnyű sebet ejtett. A választások ebben az időszakban, 1891-ig minden esetben Crispi diadalával végződtek. A képviselőházban különösen az eritreai gyarmat berendezése és a Menelik abesszíniai királlyal 1889. május 2-án kötött szerződés miatt kelt ki ellene az ellenzék. Az emiatt támadt vitában 1890 márciusában a képviselőház (183 szavazattal 55 ellenében) bizalmat szavazott Crispinek. Amikor Crispi a Rómában alakult „trieszti és trienti bizottságot” feloszlatta, az irredenta és a radikális sajtó „osztrák bérencnek és renegátnak” tartotta, de a többség ekkor is helyeselte eljárását. A november 30-án megválasztott 508 képviselő közül 392 a kormány programját vallotta, de az 1891. január 20-án megnyitott képviselőház az évi hiány alábbszállítása végett a hadügyi költségvetésből is törölt.

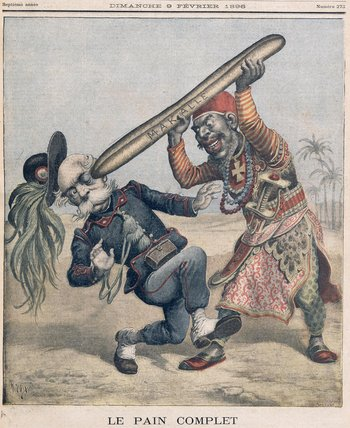
Francia karikatúra Crispi etiópiai kudarcáról

1893 elején ellenfelei a Panama-botránnyal kapcsolatban azzal vádolták, hogy Herz Kornelius, illetve báró Reinachtól 50 000 frankot kapott és viszonzásul a Lazarus-rendjelet eszközölte ki Hetz számára. Ezen váddal szemben Crispi január 29-én a Házban azt a nyilatkozatot tette, hogy ő 1866-tól 1893-ig báró Reinach ügyvédje volt. A nevezett összeget tisztességesen kapta meg és azért kapta, mert Reinachnak Olaszországban fekvő birtokait adminisztrálta. A rendjel-ügyről nem nyilatkozott.
Az 1895–96-os olasz–etióp háborúban elszenvedett szégyenletes vereség után néhány nappal, 1896. március 4-én Crispi beadta kormányának lemondását, politikai ellenfeleinek nagy örömére. Ezt követően a szélsőbal padjairól intézte utódjai (Rudini, később Giovanni Giolitti) ellen támadásait, a hármas szövetség helyességével kapcsolatban azonban egyetértett velük.